# شهرداری سوپیشت
شهرداری سوپیشت (به لاتین: Sopište Municipality) یک منطقهٔ مسکونی در مقدونیه شمالی است که در مقدونیه شمالی واقع شده‌است. شهرداری سوپیشت ۲۲۲٫۱ کیلومتر مربع مساحت و ۹٬۵۲۲ نفر جمعیت دارد.